# Ventor
El Ventor (occità: Ventor sense article definit; francès: mont Ventoux) és una muntanya de 1912 m d'altitud de la Provença, situada a uns 20 quilòmetres al nord-est de Carpentràs. Al vessant nord, la muntanya limita amb el departament de Droma. És de llarg la muntanya més alta de la regió i se li ha donat el nom de "gegant de la Provença".

## Nom, aspecte i situació
Com el seu nom suggereix, pot fer-hi molt de vent al cim, especialment amb el mestral; s'hi han registrat velocitats de fins a 320 km/h. La carretera que passa pel cim es tanca sovint a causa dels forts vents. Ventor s'assembla al mot "vent", però la seva etimologia és prellatina (Ven-t- + -uru) i no significa "vent".
El Ventor, malgrat que geològicament forma part dels Alps, se'n considerat sovint com una muntanya separada a causa de la manca de muntanyes d'una alçada semblant a la rodalia. Es troba sol a l'oest de la serra de Leberon. El cim de la muntanya està compost de pedra calcària, sense cap mena de vegetació ni arbres. La calcària blanca del cim fa que, des de lluny, faci la impressió d'estar nevat tot l'any (de fet, només hi ha neu entre el desembre i l'abril). La seva posició aïllada sobre la vall del Roine fa que domini la regió sencera, i se'l pot veure des d'una gran distància, en dies clars. Per tant, les vistes des del cim són formidables.

## Història
Petrarca va escalar el Ventor l'any 1336, cosa que va explicar en una carta a un amic. Aquesta carta és considerada un dels primers productes del Renaixement i l'humanisme, ja que Petrarca feu l'ascensió inspirat per un passatge de la Història de Roma de Tit Livi. Petrarca és considerat el pare de l'alpinisme, ja que va dir que volia escalar el Ventor només per poder gaudir de les vistes. Va pujar al cim el dia 26 d'abril, juntament amb son germà i dues persones més, des de Malaucena. Coneixia bé la regió, ja que va viure a Avinyó entre 1333 i 1349.
Al segle xv es construí una capella al cim, dedicada a la Santa Creu. L'any 1882 s'hi construí una estació meteorològica que ja no està en funcionament. Als anys seixanta s'hi instal·là una torre de comunicacions de 50 metres d'alçada.

## Flora i fauna

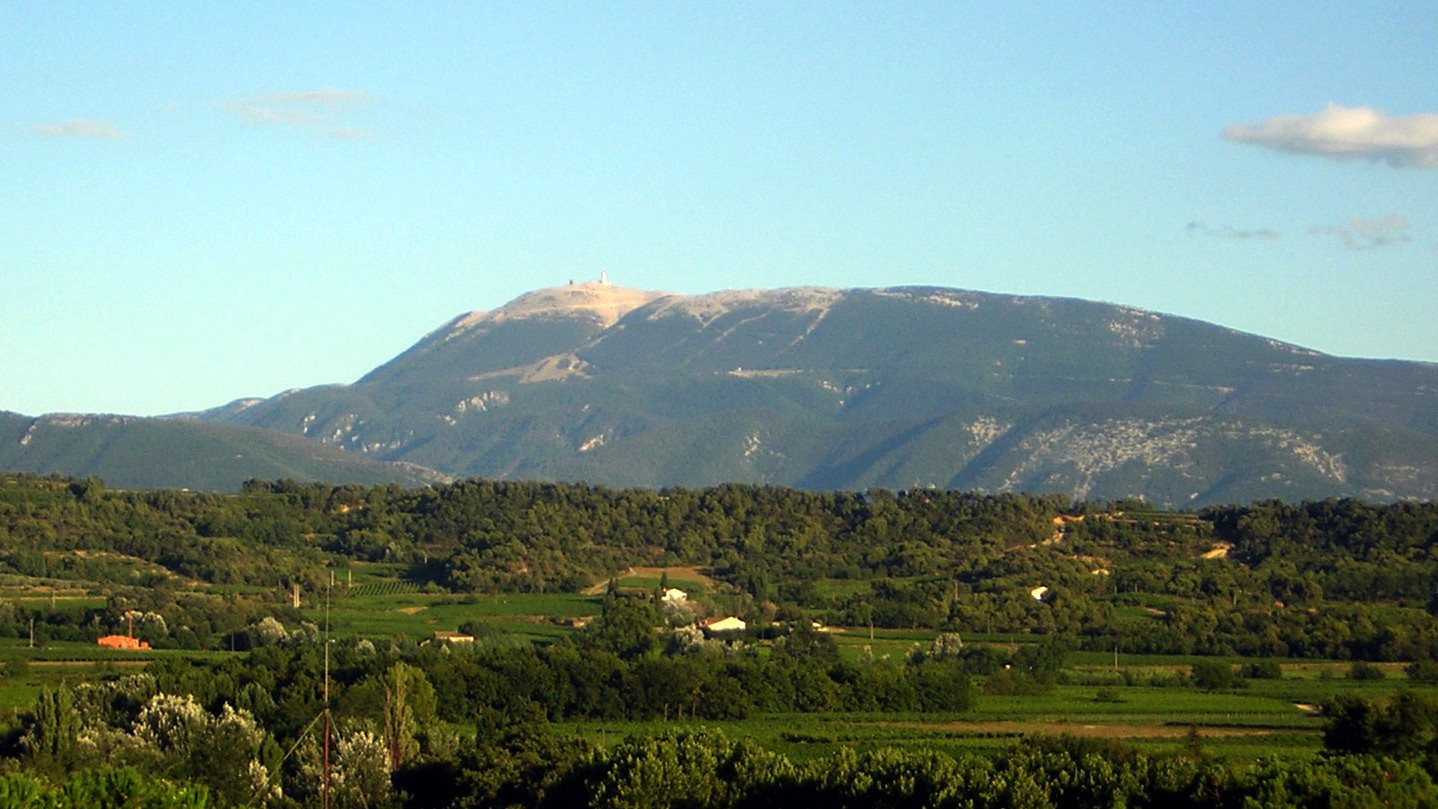
Vista del Ventor des de Mirabèu

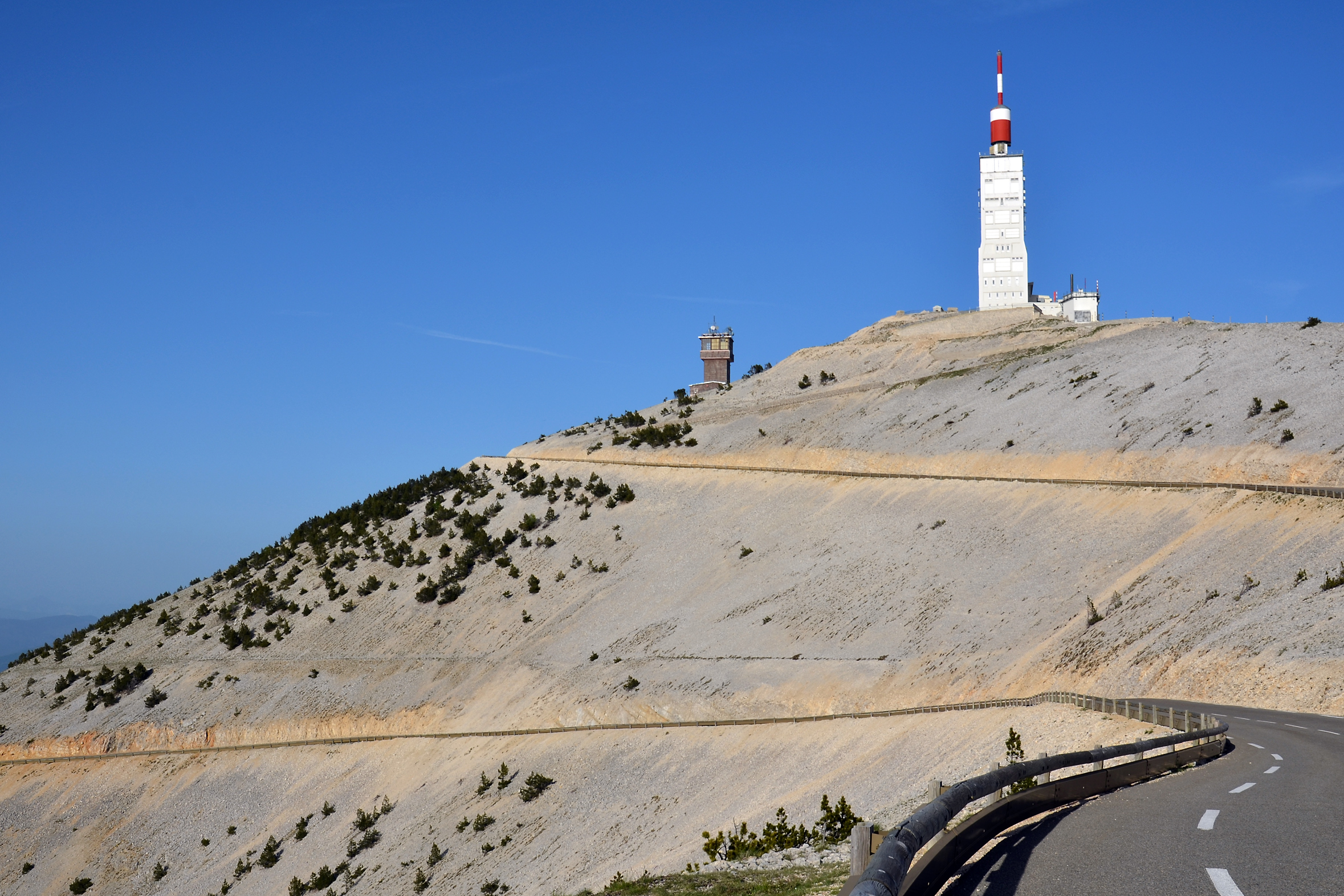
El vessant nord del Ventor

Tot i que originalment hi havia vegetació, a partir del segle xii els arbres de la muntanya van començar a ser talats per satisfer la demanda de les drassanes de Toló. Algunes àrees han estat reforestades des del 1860 amb una varietat d'arbres caducifolis (com ara roures i faigs) i de coníferes, com ara el cedre de l'Atlas o el làrix. A una mica més d'alçària, els Juniperus hi són comuns.
La muntanya comprèn el límit d'espècies o ecotò entre la flora i la fauna del nord i el sud de França. Algunes espècies, incloent-hi diversos tipus d'aranyes i papallones, només viuen al Ventor. És un bon lloc per veure-hi l'àguila marcenca.
Les seves qualitats biològiques foren reconegudes per la UNESCO el 1990, quan es creà la Réserve de Biosphère du Mont Ventoux, que protegeix una zona de 801 quilòmetres quadrats a la muntanya i al seu voltant.

## Curses ciclistes
L'ascensió del Ventor en bicicleta es pot fer per tres carreteres.
- Pel vessant sud, des de Bedoin; 1.610 metres d'ascensió en 22 km de distància. Aquesta és l'ascensió més difícil i famosa. La carretera que arriba al cim té un pendent mitjà del 7,6%. La pujada és fàcil fins a Saint-Estève, però els 16 quilòmetres restants tenen un pendent mitjà del 10%. Als últims quilòmetres hi ha ràfegues violentes de vent. Un amateur ben entrenat pot fer aquesta ascensió en 2-3 hores, mentre que els professionals tarden 1-1,5 hores. La pujada més ràpida va ser realitzada pel ciclista basc Iban Mayo al Dauphiné Libéré del 2004, amb un temps de 55'51".
- Pel vessant nord, des de Malaucena; 1.570 metres d'ascensió en 21 km de distància. Una mica més fàcil que la pujada des de Bedoin, i més protegida del vent.
- Pel vessant est, des de Saut; 1.220 metres d'ascensió en 26 km de distància. Després del Chalet Reynard (on comença el "paisatge lunar" del cim), la pujada és la mateixa que la del vessant sud. Pendent mitjana del 4,4%.

Cada any es fan curses d'aficionats en què s'intenta escalar la muntanya tan ràpidament i tantes vegades com sigui possible en 24 hores. El 16 de maig del 2006, el ciclista Jean-Pascal Roux va trencar el rècord, pujant onze vegades la muntanya, totes des de Bedoin.

### Tour de França

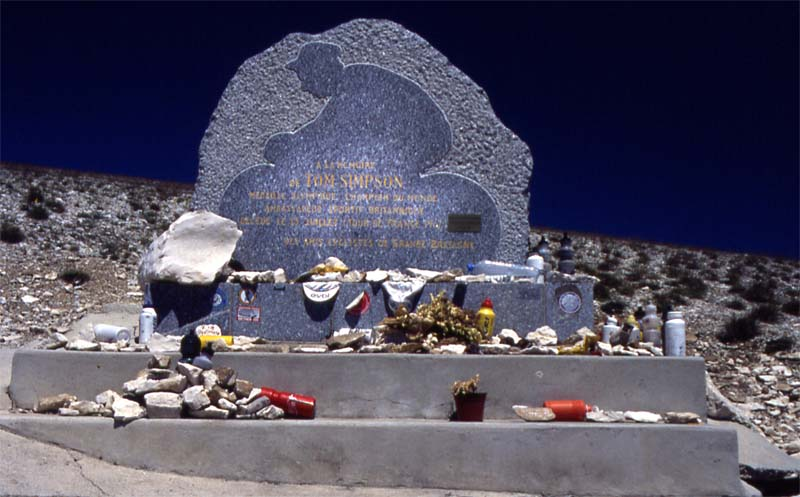
Monument a Tom Simpson al Ventor

El Ventor ha esdevingut llegendari com una de les ascensions més dures del Tour de França, que ha passat per la muntanya dinou vegades des del 1951. La majoria de vegades l'ascensió es fa des de Bedoin. Aquesta reputació com a cim mític del Tour atrau ciclistes de tot el món.
La muntanya arribà a les portades dels diaris quan hi morí el gran ciclista anglès Tom Simpson el 13 de juliol de 1967, per culpa d'una combinació d'amfetamines, alcohol i hipertèrmia. Va començar a fer esses amb la bicicleta abans de caure. Estava delirant i va demanar al públic que el tornessin a pujar a la bicicleta, i va continuar fins a uns 800 metres del cim, on va caure mort. Es trobaren amfetamines al seu mallot i a la seva sang. Hi ha un monument a Tom Simpson a prop del cim que ha esdevingut un lloc de peregrinació per a aficionats del ciclisme de tot el món, que hi solen deixar records en senyal de respecte. El 1970, Eddy Merckx va guanyar l'etapa que acabava al Ventor, però va necessitar oxigen en acabar-la. L'últim guanyador al Ventor, al Tour de França, va ser el francès Valentin Paret-Peintre de l'equip Soudal Quick-Step, el 2025.